# Bambadjani
Bambadjani är en ort i Komorerna.   Den ligger i distriktet Grande Comore, i den nordvästra delen av landet, 28 km nordost om huvudstaden Moroni. Bambadjani ligger 577 meter över havet och antalet invånare är 1 355. Den ligger på ön Grande Comore.
Terrängen runt Bambadjani är varierad. Havet är nära Bambadjani åt sydost.  Närmaste större samhälle är Mbéni, 2,5 km söder om Bambadjani. 